# Sudan (colorants)
Pour les articles homonymes, voir Sudan.
 (signalé en mai 2025).
Si vous disposez d'ouvrages ou d'articles de référence ou si vous connaissez des sites web de qualité traitant du thème abordé ici, merci de compléter l'article en donnant les références utiles à sa vérifiabilité et en les liant à la section « Notes et références ».
- Archive Wikiwix
- Bing
- Cairn
- DuckDuckGo
- E. Universalis
- Gallica
- Google
- G. Books
- G. News
- G. Scholar
- Persée
- Qwant
- (zh) Baidu
- (ru) Yandex
- (wd) trouver des œuvres sur Wikidata

Les colorants Sudan sont des colorants synthétiques caractérisés par un groupement azoté. Leur principale propriété est d'être solubles dans des hydrocarbures, huiles, graisses et cires, qui sont alors colorés.
Le nom Sudan est une marque déposée de BASF.
Les colorants Sudan ne sont plus autorisés en tant que colorants alimentaires depuis 1995 dans l'Union européenne. En effet, ils peuvent se dégrader dans le corps humain en amines, dont certaines sont cancérigènes. Depuis 2003, des contrôles sur des produits importés ont montré la présence de colorants Sudan, en particulier dans des poudres de piment, dans du curcuma et de l'huile de palme brute. On en trouve aussi dans des produits précuisinés contenant de la tomate ou du poivron, tels le pesto.
Le Sudan III est fréquemment utilisé en coloration histologique pour révéler les inclusions lipidiques ou les globules gras. Il agit par transfert car il n'est pas soluble dans l'eau et est donc préparé sous forme d'une solution alcoolique.

## Sudan I
| Structure                                       | Structure |
| ----------------------------------------------- | --- |
|                                                 | |
| Généralités                                     | |
| Nom                                             | Sudan I |
| Nom IUPAC                                       | 1-[(E)-phényldiazényl]naphtalène-2-ol |
| Autres noms                                     | Sudan jaune ; 1-phénylazo-2-naphtol ; CI 12055 ; CI Solvent Yellow 14                                                                                   |
| Formule brute                                   | C16H12N2O |
| Numéro CAS                                      | 842-07-9 |
| Propriétés                                      | |
| Masse molaire                                   | 248,3 g/mol |
| Consignes de sécurité                           | |
| Xn Risques pour la santé                        | Sudan I est un mutagène et un cancérigène de catégorie 3. Théoriquement, il peut être produit par azoréduction des amines aniline et 1-amino-2-naphtol. |
| Phrases de risque                               | - R : 40, 43, 53 - S : 22, 36, 37, 46, 61 |
| Unités du SI & CNTP, sauf indication contraire. | |

Du mazout allemand a été coloré au Sudan I, mais depuis 2002 en Union européenne, le Solvent Yellow 124 doit être utilisé.
Le 18 février 2005, du Sudan I a été trouvé dans de la sauce Worcester produite au Royaume-Uni.

## Sudan II
| Structure                                       | Structure                                                                                            |
| ----------------------------------------------- | --- |
|                                                 | |
| Généralités                                     | |
| Nom                                             | Sudan II                                                                                             |
| Nom IUPAC                                       | 1-[(E)-(2,4-diméthylphényl)diazényl]naphtalène-2-ol                                                  |
| Autres noms                                     | Sudan Orange ; CI 12140 ; CI Solvent Orange 7                                                        |
| Formule brute                                   | C18H16N2O                                                                                            |
| Numéro CAS                                      | 3118-97-6                                                                                            |
| Propriétés                                      | |
| Masse molaire                                   | 276,3 g/mol                                                                                          |
| Consignes de sécurité                           | |
| Xn Risques pour la santé                        | Théoriquement, il peut être produit par l'azoréduction des amines 2,4-xylidine et 1-amino-2-naphtol. |
| Phrases de risque                               | - R : 40 - S : 36, 37, 45                                                                            |
| Unités du SI & CNTP, sauf indication contraire. | |

## Sudan III
| Structure | Structure                                                     |
| --- | ------------------------------------------------------------- |
| |                                                               |
| Généralités |                                                               |
| Nom | Sudan III                                                     |
| Nom IUPAC | 1-[(E)-{4-[(E)-phényldiazényl]phényl}diazényl]naphtalène-2-ol |
| Autres noms | Rouge Sudan ; rouge Ceresin ; CI 26100 ; CI Solvent Red 23    |
| Formule brute | C22H16N4O                                                     |
| Numéro CAS | 85-86-9                                                       |
| Propriétés |                                                               |
| Masse molaire | 352,4 g/mol                                                   |
| Consignes de sécurité |                                                               |
| Théoriquement, il peut être produit par l'azoréduction des amines aniline, 4-aminoazobenzol, p-phényldiamine et 1-amino-2-naphtol. |                                                               |
| Phrases de risque | - R : - - S : 24, 25                                          |
| Unités du SI & CNTP, sauf indication contraire.                                                                                    |                                                               |

## Sudan IV
| Structure | Structure                                                                        |
| --- | -------------------------------------------------------------------------------- |
| |                                                                                  |
| Généralités |                                                                                  |
| Nom | Sudan IV                                                                         |
| Nom IUPAC | 1-[(E)-{2-méthyl-4-[(E)-(2-méthylphényl)diazényl]phényl}diazényl]naphtalène-2-ol |
| Autres noms | Rouge Scharlach ; CI 26105 ; CI Solvent Red 24                                   |
| Formule brute | C24H20N4O                                                                        |
| Numéro CAS | 85-83-6                                                                          |
| Propriétés |                                                                                  |
| Masse molaire | 380,4 g/mol                                                                      |
| Aspect | Solide cristallin brun foncé                                                     |
| Consignes de sécurité |                                                                                  |
| Théoriquement, il peut être produit par l'azoréduction des amines o-aminoazotoluol, o-toluidine, 1-amino-2-naphtol et 2,5-diaminotoluol. |                                                                                  |
| Phrases de risque | - R : - - S : 22,23,24, 25                                                       |
| Unités du SI & CNTP, sauf indication contraire.                                                                                          |                                                                                  |

## Sudan Red 5B
| Structure                                       | Structure                                                                              |
| ----------------------------------------------- | -------------------------------------------------------------------------------------- |
|                                                 |                                                                                        |
| Généralités                                     |                                                                                        |
| Nom                                             | Oil Red O                                                                              |
| Nom IUPAC                                       | 1-((4-(2,5-diméthylphényl)diazényl-2,5-diméthylphényl)hydrazinylidène)naphtalène-2-one |
| Autres noms                                     | Solvent red 27, Oil Red O, CI 26125                                                    |
| Formule brute                                   | C26H24N4O                                                                              |
| Numéro CAS                                      | 1320-06-5                                                                              |
| Propriétés                                      |                                                                                        |
| Masse molaire                                   | 408,495 g/mol                                                                          |
| Consignes de sécurité                           |                                                                                        |
| N/A                                             |                                                                                        |
| Phrases de risque                               | N/A                                                                                    |
| Unités du SI & CNTP, sauf indication contraire. |                                                                                        |